# Прелюдия к Дюне
Прелюдия к Дюне (англ. Prelude to Dune) — приквел-трилогия, описывающая события произошедшие до первой «Дюны» и повествует о первых битвах с Харконеннами, о любви между герцогом Лето и леди Джессикой, о планетологе Кинесе, который был послан на Арракис (Дюну) для исследования меланжа, о песчаных червях, о Гурни Халлеке и мастере меча Дункане Айдахо. Авторами цикла являются Брайан Герберт и Кевин Андерсон, которые использовали неопубликованные записи Фрэнка Герберта для создания сюжета.

## Содержание
Цикл состоит из трёх романов:
1. Дюна: Дом Атрейдесов (1999)
2. Дюна: Дом Харконненов (2000)
3. Дюна: Дом Коррино (2001)

Все три романа дают подробную характеристику персонажам, которые появились в самом первом романе Фрэнка Герберта — «Дюна».
Основными сюжетными линиями цикла являются:
1. Пол Атрейдес более глубоко осознаёт поступок леди Джессики, которая вопреки указанию Ордена Бене Гессерит вместо дочери рожает сына;
2. описываются причины, дурно повлиявшие на формирование личности Фейда-Рауты Харконнена;
3. Гурни Халлек получает свой шрам от инквинэ;
4. появление Преподобной Матери Рамалло;
5. появление доктора Юэ и начало его отношений с Домом Атрейдес и Харконнен;
6. попытка Императора Шаддама IV заполучить неограниченную власть;
7. Тлейлаксу захватывают планету Икс и разрабатывают искусственную пряность — амаль;
8. даётся объяснение происхождения имени Глоссу Рабана — «Зверь»;
9. Преподобная Мать Мохиам испытывает леди Джессику так же, как и Пола Атрейдеса в первом романе «Дюна», но помимо боли, леди Джессика так же ощущает чувство удовольствия и вечности;
10. говорится о происхождении не-корабля;
11. интриги и заговоры Владимира Харконнена против Дома Атрейдес и Ордена Бене Гессерит.